# Maculonaclia viettei
Maculonaclia viettei är en fjärilsart som beskrevs av Griveaud 1964. Maculonaclia viettei ingår i släktet Maculonaclia och familjen björnspinnare. Inga underarter finns listade i Catalogue of Life.